# Ривер Сонг
Ривер Сонг (енгл. River Song) измишљени је лик у британској научнофантастичној телевизијској серији Доктор Ху, а тумачила ју је Алекс Кингстон. Ривер Сонг је уведена у серију као искусан будући сапутник главног јунака серије Доктора, ванземаљског Господара времена који путује кроз време у свом ТАРДИС-у. Пошто је Ривер Сонг и сама путница кроз време, њене пустоловине са Доктором се дешавају несинхронизовано. Њихов први сусрет (из перспективе публике) је са Десетим Доктором (кога је тумачио Дејвид Тенант), први Докторов и очигледно њен последњи. Кингстонова се појавила у 15 епизода, док Ривер постаје сапутник, симпатија и на крају супруга Доктора у његовој једанаестој инкарнацији, коју је тумачио Мет Смит. Из продукцијске перспективе, Дванаести Доктор (кога је тумачио Питер Капалди) је последња инкарнација која је упознала, проводећи 24 године дугу ноћ са њом пре њеног првог сусрета са Десетим Доктором. Из перспективе временског тока, последњи пут када се Ривер састала са Доктором, она је била холограм/одјек из библиотечке архиве. Она и Једанаести Доктор се разилазе у епизоди „Име Доктора”.
Ривер Сонг је створио сценариста Доктора Хуа Стивен Мофат за четврти серијал серије 2008. године под мандатом тадашњег извршног продуцента Расела Т. Дејвиса. Када је Мофат преузео Дејвисове дужности као извршног продуцента, почео је да шири позадину овог лика, приказујући пустоловине раније у Риверином временском току, унапређујући Алекс Кингстон од гостујуће до епизодне глумице у серији. Друге глумице су касније глумиле млађе варијанте лика.
Када је лик први пут представљен, много тога о њеном пореклу остало је мистерија. Након првог појављивања лика, Дејвис ју је описао као „једног од најважнијих ликова” у наративу серију и „од виталног значаја” за Докторов живот. У шестом серијалу (2011), Мофатове епизоде откривају више о лику. Тек након деветог појављивања лика откривено је да је Ривер рођена као Мелоди Понд, ћерка сапутника Једанаестог Доктора, Ејми Понд (Карен Гилан) и Рорија Вилијамса (Артур Дарвил), поред којих се Кингстонова већ шест пута појавила у петом и шестом серијалу серије. Пошто је зачета на ТАРДИС-у док је путовала кроз временски вртлог, Мелоди је рођена са генетским особинама и способностима сличним онима из Докторове врсте Господара времена.

## Појављивања

### Телевизија
Ривер Сонг се први пут појављује у дводелној епизоди серијала из 2008, „Тишина у библиотеци”/„Шума мртвих” (које је написао Стивен Мофат) током ере шоуранера Расела Т. Дејвиса. Овде се сусреће са Десетим Доктором (Дејвид Тенант) у 51. веку и, иако је он никада није срео, она тврди да је неко коме ће једног дана у потпуности веровати. Ривер, која је професор археологије и води ТАРДИС-ов дневник о својим пустоловинама, у стању је да убеди Доктора у његово будуће поверење у њу тако што му шапне његово право име, за које објашњава да би га открио само током неке ретке околности. На крају друге епизоде, она се жртвује да би спасила људе који су били заробљени у бази података библиотеке, онесвешћујући Доктора пре него што је он успео да уради исто. Заузврат, он је учитао примерак њене свести у рачунар, омогућавајући јој да живи у виртуелном свету са археолошком екипом са којом је била у библиотеци. Он то постиже употребом соничног шрафцигера који јој је дала његова будућа инкарнација.
Након што је Мофат преузео Дејвисово место извршног продуцента серије, Ривер Сонг се поново појавио у серијалу из 2010. У дводелној епизоди „Време Анђела”/„Месо и камен”, која се дешава пре него што је Ривер постала професорка, она се сусреће са Једанаестим Доктором (Мет Смит), са којим је боље упозната. Она оставља координате Доктору како би је он спасио у 52. веку и заједно истражују пад свемирског брода Византион. Она се показује као вештија у управљању ТАРДИС-ом од њега и открива Доктору да је заточена у свемирском затвору због убиства „најбољег човека којег је икада познавала”.
Чини се да ранија варијанта Ривер помаже Доктору у завршници петог серијала, „Отварање Пандорике”/„Велики прасак”. Пошто ју је контактирао Винстон Черчил (Ијан Мекнис), Ривер води Доктора до 102. године нове ере. Док је Ривер сама путовала ТАРДИС-ом, он је експлодирао док је она била унутра. Доктор ју је, користећи њен вортекс манипулатор, телепортовао напоље. Пошто је Доктор избрисан из историје летећи Пандориком у ТАРДИС-у који је експлодирао како би затворио пукотине у универзуму, Ривер помаже Ејми Понд (Карен Гилан) да се сети Доктора и врати га, дајући Ејми њен сада празан дневник. На крају завршнице петог серијала, Ривер двосмислено указује Доктору да би се можда венчали и говори му да ће ускоро сазнати истину о њој, након чега ће се „све променити”.
У прве две епизоде серијала из 2011, „Немогући астронаут”/„Дан Месеца”, Ривер, заједно са Ејми и њеним мужем Роријем (Артур Дарвил), контактира будућа варијанта Доктора да се састану у Сједињеним Државама. Док су уживали у пикнику поред језера, овог будућег Доктора убија нападач у свемирском оделу, а тројац му приређује викиншку сахрану на језеру Силенсио. Године 1969. садашњи Доктор и друштво накнадно сусрећу малу девојчицу (Сидни Вејд) која носи свемирско одело, за које Ривер открива Доктору да је јединица за одржавање живота. Одело су израдили хипнотички ванземаљци познати као Тишине. Бескућница, девојчица је касније приказана како се регенерише у Њујорку, 1970. године. У епизоди „Добар човек иде у рат”, открива се да је Ривер заправо Ејмина и Роријева ћерка Мелоди (Харисон и Медисон Мортимер) која је зачета у години током које је ТАРДИС био у Временском вртлогу и сходно томе носи ДНК Господара времена. Назив Ривер Сонг долази од рекурзивног превода Мелоди Понд на језик Гама шума, које немају баре, већ само реке, па отуда превод речи „Понд” у „Ривер”. Мадам Коваријан (Френсис Барбер) је отела бебу Мелоди да би постала оружје против Доктора.
Епизода „Хајде да убијемо Хитлера” утврђује да је Мелоди била обучена од стране Тишина да убије Доктора. У неком тренутку након регенерације у Њујорку, Мелоди постаје Роријева и Ејмина другарица из детињства Мелс (Маја Глејс-Грин) и одрасла је са њима и открила им да гаје осећања једно према другом, тако обезбеђујући сопствено постојање. Када је одрасла Мелс (Нина Таусент-Вајт) упуцана и регенерисала се у своју следећу инкарнацију (Алекс Кингстон), она наставља да ради оно за шта је створена: убија Доктора. Убеђена да ће једног дана постати Ривер Сонг до које је Доктору дубоко стало и којој у њу има велико поверење, Мелоди одлучује да васкрсне Доктора својом сопственом регенеративном енергијом, губећи све будуће регенерације. Доктор, међутим, сазнаје да ће га она у будућности убити. Док се опорављао у кревету, Доктор јој даје празан дневник у облику ТАРДИС-а, а у епилогу се открива да Мелоди (сада Ривер) жели да студира археологију. На крају епизоде „Време затварања”, на дан када је докторирала, Тишине и Мадам Коваријан је поново хватају и заробљавају у свемирском оделу како би убили Доктора, како ће историја забележити. У завршници шестог серијала „Венчање Ривер Сонг”, Ривер одбија да убије Доктора како би требало, стварајући алтернативну стварност у којој се време замрзнуло и све стварности се дешавају одједном. Да би поново покренули време и поправили стварност, њих двоје морају да се додирну. Доктор и Ривер се венчавају и он је убеђује да поправи временски ток дајући јој до знања да планира да лажира сопствену смрт и како ће то да уради. Ривер одлази у затвор због убиства како би потврдила превару, иако је утврђено да она редовно излази из затвора да би са њим излазила на састанке и пустоловине уз помоћ халуциногеног кармина (који користи на чуварима) и других трикова.
Ривер се поново појављује у петој епизоди седмог серијала под називом „Анђели заузимају Менхетн” (2012), где се сусреће са Доктором и својим родитељима Роријем и Ејми у Њујорку 1930-их. У овом каснијем тренутку у њеној временском току, она је професорка археологије и слободна жена, пуштена из свемирског затвора пошто је Доктор избрисао све доказе о свом постојању. Када су Уплакани анђели послали њене родитеље заувек у прошлост како би се заувек растали од Доктора, она је организовала да Ејми остави Доктору поруку у виду епилога у књизи коју су читали, а коју је она написала у 1930-их. Иако пристаје да за сада путује са Доктором, одбија његову понуду да му буде стална сапутница. У епизоди „Име Доктора” (2013), свест покојне Ривер је позвана из рачунара библиотеке где је постојала од „Шуме мртвих” путем психичког „конференцијског позива” Докторове пријатељице мадам Вастре (Нив Мекинтош). Тамо она и Клара (Џена Колман) сазнају да је Докторов гроб откривен. Ривер одржава психичку везу са Кларом након завршетка позива и саветује је током истраживања Докторове гробнице, иако се чини да је невидљива за све остале. Када је Доктору и његовим сапутницима запретила Велика интелигенција, она шапуће Докторово име како би отворила његову гробницу која се налази унутар ТАРДИС-а. Пошто је Клара ушла у Докторов временски ток да би га спасила од Велике интелигенције, која је прва ушла у њу како би могао да уништи Доктора у свим његовим регенерацијама, Доктор открива да је све време могао да види Ривер, али да је избегавао да се суочи са њеним даљим постојањем јер му је било сувише болно да би поднео. Пошто ју је пољубио, Ривер осећа затварање и нестаје. Међутим, пре него што је нестала, Ривер истиче да њено стално присуство указује на то да Клара није уништена уласком у његов временски ток, те да је стога може спасити.
Када се Доктор следећи пут сусрео са Ривером у епизоди „Мужеви Ривер Сонг” (2015) као Дванаести Доктор (Питер Капалди), она га у почетку не препознаје и он успева да сазна више о томе каква је она када он није у њеној близини. Доктор прати Ривер (из њене перспективе, убрзо након догађа из епизоде „Анђели заузимају Менхетн”) у шеми за крађу ретког дијаманта. Он сазнаје да је поред њега Ривер имала још неколико супружника, и мушких и женских, и да није изнад немилосрдног понашања док се бави својим послом. Такође открива да га она заиста воли, али и да она искрено верује да јој он не узвраћа љубав. Она осећа да је Доктор изнад тако ситних осећања као што је љубав и да никада не би својевољно угрозио себе само да би јој помогао. Ривер на крају открива да је човек са којим је имала ову пустоловину заправо Доктор, са новим лицем о коме нема досије, мислећи да је имао само 12 регенерација и да је она већ видела његову последњу. Њих двоје се касније руше на планету Дарилијум за коју је Ривер у „Шуми мртвих” рекла Доктору да ће тамо провести последњу ноћ заједно. Он користи путовање кроз време да обезбеди савршен састанак, даје јој сонични шрафцигер који је имала у епизоди „Тишина у библиотеци” и теши је откривајући да ноћи на Дарилијуму трају „24 године”, дајући Ривер срећан живот проведен са Доктором пре њене предстојеће смрти у библиотеци.
У првој епизоди серијала из 2017, „Пилот”, на Докторовом столу на универзитету на којем предаје, поред фотографије његове унуке Сузан Форман, види се фотографија Ривер. Ривер се такође помиње у епизоди „Екстремис”, а откривено је да је наредила свом запосленом Нардолу (Мет Лукас) да припази на Доктора у случају њене смрти.

### Други медији
Поклапајући се са серијалом из 2010. године, Алекс Кингстон је у улози Ривер Сонг приповедала и у „Досијеима чудовишта” на интернет-страници BBC-ја, документарном приказу чудовишта из Доктора Хуа. Овај серијал је претходно (2008–2009) водио Џон Бароуман у лику капетана Џека Харкнеса.
Укључен у DVD издање шестог серијала, ексклузивни DVD додатак у форми серијал од пет делова, Ноћ и Доктор (2011), помиње Ривер, а сама Ривер се појављује у мини-епизодама „Прва ноћ” и „Последња ноћ”. Серијал помаже да се објасни дубина везе коју деле Ривер и Доктор – упркос томе што се она појављује само у 15 (14 плус један флешбек) епизода телевизијске серије – када је Ејми Понд открила да Доктор иде на састанке са Ривер, а она и Рори су преспавали у ТАРДИС-у. Током серије, Доктор покушава да изведе Ривер на састанак убрзо пошто је затворена у свемирском затвору, али њихово време у ТАРДИС-у прекидају две будуће инкарнације Ривер, а сви су заузврат сумњичави према знацима да је „друга жена” била на ТАРДИС-у. Доктор је успео да се реши две будуће Ривер, али је после сам сазнао да ће једна од њих ускоро умрети у авантури у библиотеци где ју је и упознао. (Касније је откривено у епизоди „Мужеви Ривер Сонг” да је Једанаести Доктор на крају отказао овај састанак, а Дванаести Доктор је тај који је на крају одвео Ривер у Певачке куле.)
Ривер се појављује у следећој DVD мини-епизоди, „Богови кише”, која је укључена у DVD комплет 7. серијала.
Ривер, поред Смитовог Једанаестог Доктора, један је од два главна лика видео-игре Doctor Who: The Eternity Clock за PlayStation 3. Кингстонова је позајмила свој глас и физички је одглумила свој лик. У вези са Риверином улогом у наративу видео-игре, продуцент игрице Сајмон Харис објашњава да она „схвата да оно што је у њеном дневнику није оно што је она написала и да се, заправо, 'Часовник вечности' поиграва њеном историјом, као и историјом Земље.”
Аутор Гери Расел је планирао да искористи лик Ривер Сонг у роману са Дванаестим Доктором, Генерација великог праска, али када није могао да добије дозволу да је користи због тога што је Стивен Мофат планирао да божићни специјал „Мужеви Ривер Сонг” за 2015. буде први сусрет Дванаестог Доктора и Ривер, Мофат је предложио да Расел напише причу која би уместо ње укључила бившу сапутницу Седмог Доктора, Бернис Самерфилд.

#### Аудио-драме
Алекс Кингстон је поновила улогу Ривер Сонг у више аудио-драма које је продуцирала компанија Big Finish Productions, посебно у сопственој спиноф серији Дневник Ривер Сонг. Серија је најављена 27. јуна 2015. заједно са вестима да ће Кингстонова гостовати у улози Ривер у другом тому текуће саге Авантура Осмог Доктора.

##### Дневник Ривер Сонг
Први том Днвеника Ривер Сонг објављен је 25. децембра 2015. године, што се поклопило са повратком Ривер Сонг на телевизију у специјалу „Мужеви Ривер Сонг”. Серијал описује Риверине пустоловине као археологиње која путује кроз време и завршен је након свог дванаестог тома у августу 2023. године, а Big Finish указује да ће Кингстонова наставити да тумачи Ривер Сонг у другим аудио-делима. Многи ликови из Доктора Хуа се појављују као гости током серијала, а међу њима су и вишеструке инкарнације Доктора и Господар, Мадам Коваријан (Френсис Барбер), К9 (Џон Лисон), Пропер Дејв (Хари Пикок) и Џеки Тајлер (Камил Кодури).
Дневник такође уводи неке оригиналне ликове , као што је Рејчел (коју игра Кингстонина ћерка Саломе Хартел), андроид који постаје Риверина сурогат ћерка, Лук (Тимоти Блор), студент археологије и Брук (Нина Таусент-Вајт), клон Ривер створена у Димонс Рану, коју Ривер сматра сестром.
Серија је такође изнедрила сопствени спиноф. Десети Доктор и Ривер Сонг је био једнократни специјал у којем се Ривер Сонг удружила са Десетим Доктором (Дејвид Тенант) у три нове пустоловине. Кингстонова се касније придружила глумачкој постави Авантура Десетог Доктора за завршни део саге о Далек универзуму.

##### Смрт и живот Ривер Сонг
Дана 4. априла 2024. Big Finish је најавио потпуно нову серију са Ривер Сонг, као и да ће Кингстонова поново тумачити своју улогу. Смрт и живот Ривер Сонг би требало да почне у августу 2024. и осликаваће Риверине посмртне пустоловине као духа базе података, као што се појавила у „Имену Доктора”.

##### Друга појављивања
Кингстонова се често појављивала као Ривер у другим Big Finish аудио-остварењима, као што су редовна појављивања у Коалицији ужаса, а касније и гостовање у њеном наставку, серијалу Грабљив.
Обележавајући Међународни дан жена 2019, Ривер се појављује у епизоди Осмог марта где се удружила са бившом сапутницом Лилом (Луиз Џејмсон). Ривер је такође гостовала у осмом серијалу серије УНИТ − Нова серија; јубиларном издању Наслеђа времена, где она упознаје другу археолошкињу која путује кроз време, Бернис Самерфилд (Лиза Бауерман) и посебном издању Пеладона. Године 2020, Кингстонова се појавила у последњој епизоди Живота капетана Џека, у којој је виђен тандем између Ривер и капетана Џека Харкнеса (Џон Бароуман).
Након завршетка Дневника Ривер Сонг, Кингстонова се појавила у последњој епизоди Бившег и будућег − серије која обележава шездесету годишњицу Доктора Хуа − и Авантура Деветог Доктора где се Ривер удружује са Деветим Доктором (Кристофер Еклстон).

## Карактеризација

### Кастинг
За улогу Ривер Сонг, коју је извршни продуцент Расел Т. Дејвис описао као „неку врсту Докторове жене”, продукција је тражила да је глуми Кејт Винслет. Једна од Винслетиних првих глумачких улога била је у BBC One тинејџерској драми Мрачно доба коју је написао Дејвис. Улога Ривер Сонг је на крају припала Алекс Кингстон, познатој по главној улози у популарној америчкој драми Ургентни центар. О избору Кингстонове за улогу, Дејвис је рекао: „Проклето је волим!” Кингстонова је као мала била обожаватељка Доктора Хуа. Када је добила улогу, она није очекивала да ће се њена улога понављати. Касније је сазнала да је Мофат све време намеравао да се Ривер Сонг поново појављује. Кингстонова је уживала у томе да игра неуобичајену женску улогу акционе јунакиње и похвалила је серију због разноврсности окружења и могућности „да се поново проживљавају фантазије из детињства” играјући се ласерским пушкама и носећи различите костиме од једног појављивања до другог. Што се тиче потребе за сложеним дијалогом, изјавила је: „Радила сам са здравственим саветником у Ургентном центру који је објашњавао шта да говоримо, тако да бих то рекла са сврхом и истином. Код Доктора Хуа немам појма шта значе неке од мојих реченица!”
Расправљајући о својој улози заједно са Тенантом и Кетрин Тејт (Дона Нобл) у својој уводној епизоди из 2008, Кингстонова је рекла: „Управо смо кликнули. Играла сам гостујуће улоге у другим серијама, али ретко сам осетила тако топлу везу.” О сарадњи са Кингстоновом, Кетрин Тејт је рекла: „Ја сам велика обожаватељка Ургентног центра. Када људе држите у страхопоштовању, скоро је разочарање када дођу и покажу се као потпуно нормални. Али Алекс није разочаравајућа него је јако драга особа.” Дејвид Тенант је цитиран како је рекао: „Алекс је сјајна. Када вам прича приче о дружењу са Џорџом Клунијем, знате да је прилично кул.”

### Концепт и развој
Лик Ривер Сонг је испрва осмишљен само за појављивање у епизоди „Тишина у библиотеци”. Мофат је знао да ће екипа археолога морати да верује Доктору, али Докторов психички папир не би могао да објасни и убеди екипу зашто се он појавио у затвореној библиотеци. Стога је Мофат одлучио да напише да Доктор познаје једног од археолога, али је закључио да је та идеја „тупа” и уместо тога је намерио да га неко од њих познаје. Дејвис и Мофат су прошли кроз фазу у којој су покушавали да пронађу наслов епизоде са непристојним акронимом „како би навукли људе на интернет огласне табле”, при чему је један од Мофатових предлога био „Завршетак Ривер Сонг” (енгл. A River Song Ending). Када је Дејвис питао „Шта је Ривер Сонг?”, Мофат је одлучио да ово буде име лика који ће умрети. На крају су променили наслов у „Шума мртвих”, не желећи да емитују епизоду са акронимом „ARSE”. Када се Кингстонова вратила у серију, Мофат јој је објаснио неке детаље о позадинској причи њеног лика, сазнања која су Смит, Гиланова и Дарвил добили тек касније. Кингстонова је открила да је знала да њен лик не може бити убијен јер је публика видела њену смрт у њеној уводној епизоди. Свако наредно појављивање је постављено на другу тачку личне историје њеног лика. Мофат је планирао да Ривер буде Ејмина и Роријева ћерка „дуго времена” и користио је „Понд” као Ејмино презиме да створи везу између њих две. За снимање шестог серијала, Кингстонова је била свесна везе Ривер Сонг са Ејми и Роријем док је остатак глумачке екипе то сазнао тек током читања сценарија за неизвесни завршетак првог дела сезоне, епизоду „Добар човек иде у рат”.
Мофат је био под утицајем научнофантастичног љубавног романа Времепловчева жена Одри Нифенегер, који приказује жену која улази у везу и удаје се за човека који се ненамерно креће кроз време. Нифенегерини љубавници доживљавају асинхрону и трагичну љубавну причу. Он је прокоментарисао: „Сасвим намерно сам је искористио”, иако своју епизоду из 2006. „Девојка у камину” наводи као епизоду која најистакнутије истражује теме романа поред његовог кончета. Сама Кингстонова упоређује лик са Нифенегерином насловном женом путника кроз време и, као и Мофат, ужива све више и више да се „повлачи уназад” са ликом како серија напредује. Риверина трагедија коју је истакао „Немогући астронаут”/„Дан Месеца” је то што она напредује до тачке у којој је Доктор више неће знати, нити јој веровати. Кингстонова је коментарисала:
[Оно што] ми је Стивен објаснио је да сваки пут када Ривер наиђе на Доктора, из било ког разлога, она никада није 100 посто сигурна са којим ће се Доктором срести. И шта су већ заједно доживели или не. Тако да чак и када се вратим, сваки пут када сретнем Мета, никада не знам где смо у својој вези или шта смо открили или шта знамо једно о другом. Зато што путовање кроз време није линеарно.
Кингстонова описује лик као „налик на женског Индијану Џоунса” с обзиром на то да су оба лика археолози и да имају особине акционог јунака. Она је такође била инспирисана ликом Елен Рипли (Сигорни Вивер) из филмске франшизе Осми путник, коментаришући да јој је одувек „завидела што је имала такву улогу”. Кингстонова је такође похвалила начин на који је љубавна прича између Ривер и Доктора спретно обрађена, наводећи да „нисам сигуран да бисте добили такву динамику у Америци”. За Кингстонову, физичка разлика у годинама између ње и Мета Смита доприноси успеху њиховог упаривања, док она осећа да су гледаоци топло реаговали на идеју акционе јунакиње у њеним 40-има. Мет Смит је приметио да у својој карактеризацији Доктора „Ривер Сонг плаши Доктора, али он се осећа необично привучен њом” и да „оно што је чини одличним сапутником је то што када се појави, настаје пакао”.
Риверина карактеризација је повукла паралеле са карактеризацијом Џека Харкнеса (Џон Бароуман), сапутника Деветог и Десетог Доктора ког је Стивен Мофат увео у серију 2005. године. Према Мофатовим речима, у епизоди серијала Доктор Ху: Поверљиво која прати „Шуму мртвих”, Риверин бластер је онај који је претходно био у власништву Џека у серијалу Доктора Хуа из 2005. године. По Риверином повратку у петом серијалу, Лајл Масаки из AfterElton-а је сматрао да су гледаоци имали прилику да виде како лик „даје све од себе да каналише капетана Џека” тако што је ухватио исту „шармантно одметничку” атмосферу. У мају 2012. Мофат је изјавио да је Ривер, као и Џек, бисексуална. Виша уредница AfterElton-а Хедер Хоган сматрала је да је Мофатова способност да створи „очаравајуће, сложене ликове као што је... Ривер Сонг” непосредна последица његовог придржавања „мотоа капетана Џека који избегава етикете”: „Ви људи и ваше чудне мале категорије”. Џејмс Корниш из WhatCulture-а је касније цитирао Риверину карактеризацију у прекору против тврдњи о мизогинији и хомофобији у Мофатовом писању. Описао ју је као „сексуалнију, срећнију варијанту Доктора” и „најјачи женски лик који је виђен у Доктору Хуу већ дуже време”. У интервјуу за часопис Radio Times 2019. године, Кингстонова је Доктора описала као Риверину другу жену, а Клеопатра је прва”.

## Пријем
У чланку објављеном у британским новинама Metro под насловом „Обожаваоци Доктора Хуа воле Ривер Сонг...”, наводи се како су похвале обожавалаца на Твитеру након емитовања епизоде „Дан Месеца” у великој мери усредсређене на њен лик. Године 2011, Лора Плеџер из часописа Radio Times навела је Кингстонову као четврту најбољу гостујућу звезду Доктора Хуа, написавши: „За мој укус видели смо превише Ривер у последња два серијала, али не може се порећи да је Кингстонова створила незабораван лик у Мелоди Понд”. Кит Фипс је за онлајн новине The A.V. Club упоредио романтичну причу Доктора и Ривер са Необичним случајем Бенџамина Батона, заснованим на краткој причи Ф. Скота Фицџералда, „ако је мало елегантније, за мој укус – то одјекује невољом свакога ко је гледао вољену особу како бледи у сенкама деменције. Ово није прича која се завршава добро за Ривер и она то зна, без обзира на то какво је кокетно расположење око Доктора.” Емили Нусбаум из The New Yorker-а је сматрала да је овај лик Докторова „сродна душа” и описала је Алекс Кингстон као „опасну”.
Нила Дебнат из новина The Independent похвалила је Нину Таусент-Вајт у улози Мелс, рекавши да је била „подједнако дрска и живахна као њена каснија инкарнација... штета што се тако рано регенерисала јер је унела другачију енергију у лик”. Међутим, Нил Мекормик је за The Daily Telegraph написао да је њено изненадно представљање као Роријеве и Ејмине пријатељице из детињства показало да је Мофат смишљао причу како је напредовао са сценаријем. Чарли Џејн Андерс са блога io9 је сматрала да је Ривер Сонг била на свом „врхунцу” у неким од раних епизода Мета Смита где је била „генерално опасна и тајанствена”. Међутим, од „Венчања Ривер Сонг”, Андерсова је осетила да је Ривер изгубила своју тајанственост и независност, а да је њена љубав према Доктору била нереалистична.
Иако критична према типичној карактеризацији британских женских ликова научне фантастике, Кристина Нелис из новина The Guardian издваја Ривер Сонг, заједно са Гвен Купер (Ив Мајлс) из Торчвуда, као позитивне приказе снажних женских ликова, наводећи: „Било би тешко пронаћи две супержене којима мање треба мушкарац да их спасе.” За улогу Ривер Сонг у шестом серијалу Доктора Хуа Алекс Кингстон је освојила награду за најбољу глумицу на додели награда часописа SFX 2012. године. У анкети из 2012. коју је спровео часопис SFX о 100 најсексипилнијих женских ликова у научној фантастици и фантазији, Ривер се нашла на 22. месту. Такође је била укључена међу 50 омиљених женских ТВ ликова веб-сајта AfterEllen.com, на 44. месту. Character Options је такође објавио званичне играчке засноване на Ривер Сонг као део свог Доктор Ху асортимана. Када је обавештена о сопственој акционој фигури, Кингстонова је изјавила да није „у то могла да поверује”, јер „то се не добија у Ургентном центру”.
Насупрот томе, Емет Ашер-Перин из часописа Tor.com сматрао је да се постојање Ривериног лика врти око Доктора, критикујући лик да „нема сопствених амбиција, нема сврхе” и сматрао је да Риверина каснија карактеризација током Смитовог мандата „смањује Ривер, чини је много мањом него што се чинила на почетку, пустоловном са сопственим плановима и сновима, неким кога је Доктор морао повремено да поштује и са којим је могао да се сложи.” Принцеза Викс са веб-сајта The Mary Sue имала је помешана осећања према Ривериној личности и критиковала је како се „Риверино читаво постојање буквално врти око Доктора”. Међутим, назвала ју је једним од „сјајних савремених ликова типа Мери Су, а ја не бих ни волела да је другачије”.